# Euodynerus enodatus
Euodynerus enodatus är en stekelart som först beskrevs av Kostylev 1940.  Euodynerus enodatus ingår i släktet kamgetingar, och familjen Eumenidae. Inga underarter finns listade i Catalogue of Life.